# Chain of Fools
Singles de Aretha Franklin
(You Make Me Feel Like) A Natural Woman
(1967) (I Can't Get No) Satisfaction
(1968)
Clip vidéo
[vidéo] « Aretha Franklin - Chain of Fools (version longue) », sur YouTube
[vidéo] « Aretha Franklin - John Travolta - Chain of Fools - Michael (film) », sur YouTube
Chain of Fools (Chaîne de fous, en anglais) est une chanson de musique soul-rhythm and blues, de l'auteur-compositeur Don Covay, enregistrée en single en 1967 par la chanteuse américaine Aretha Franklin (« la Reine de la musique Soul ») 
,, incluse dans son album Lady Soul de 1968. Elle est certifiée disque d'or aux États-Unis où elle atteint la 2e place du Billboard Hot 100, la 1re du classement Hot Rhythm & Blues, et la 2e place du Billboard 200 pour l'album, vendu à plus d'un million d'exemplaires.

## Histoire
Cette chanson de Don Covay parle d'une femme (Aretha Franklin elle-même) qui réalise qu'elle n'est qu'une des nombreuses conquêtes féminines de son cruel mari (son producteur-manager Ted White (en) qu'elle a épousé en 1961). Elle se représente chaque femme comme des maillons d'une chaîne folle d'objets sexuels, qu'elle ne peut pas briser tellement elle est amoureuse de lui. Le riff de guitare en introduction, au son blues caractéristique, est joué par le musicien de studio Joe South. Aretha Franklin devient « la Reine de la musique soul » américaine (musique de l'âme) et un des emblèmes majeurs du féminisme américain de son époque avec cette série de tubes internationaux Respect, Think, ou Chain of Fools... sur le thème de ses « déconvenues amoureuses de couple » (avant de finir par divorcer en 1968). 

## Version longue
L'enregistrement original, avec une introduction blues, effectué le 23 juin 1967 aux studios Atlantic de New York, a une durée plus longue que la version commercialisée en single et sur l'album Lady Soul (4 minutes 22 secondes au lieu de 2 minutes 47 secondes). Cette version longue est incluse pour la première fois en exclusivité sur disque dans la compilation The Best of Aretha Franklin (en) sortie en 1973.

## Distinctions
La chanson permet à Aretha Franklin de remporter son deuxième Grammy Award de la meilleure prestation vocale R&B féminine, en 1969.
En 2001, Chain of Fools reçoit un Grammy Hall of Fame Award.
Selon le magazine Rolling Stone, elle fait partie des 500 plus grandes chansons de tous les temps.

## Reprises
Chain of Fools a été repris par de nombreux interprètes, dont Jimmy Smith, le groupe de heavy metal Tank, Ron Wood, Joe Cocker, Eva Cassidy... Elle est interprétée par The Commitments dans le film homonyme d'Alan Parker.
Elle est adaptée en italien dès 1967 sous le titre Ciao ciao ciao chanté par Rocky Roberts & i Pirañas, puis en allemand en 2003 sous le titre Schön, schön, schön par Stefan Gwildis.
Elle est également reprise en particulier pour la musique du film Michael de 1996, avec une des danses chorégraphiques cinématographiques emblématiques de John Travolta (qui se prend dans le film pour l'archange Michel). 

## Groupe
- Aretha Franklin : voix & piano.
- Spooner Oldham : piano électrique Wurlitzer.
- Jimmy Johnson (en) et Joe South : guitare.
- Tommy Cogbill : guitare basse.
- Roger Hawkins (en) : batterie.
- The Sweet Inspirations, Carolyn Franklin (en), Erma Franklin, Ellie Greenwich : chœur.

## Classements hebdomadaires et certification
| Classement (1967-1968)                  | Meilleure position |
| --------------------------------------- | ------------------ |
| Allemagne (Media Control AG)            | 36                 |
| Australie (Kent Music Report)           | 51                 |
| Belgique (Wallonie Ultratop 50 Singles) | 23                 |
| Canada (RPM 100 Singles)                | 4                  |
| États-Unis (Billboard Hot 100)          | 2                  |
| États-Unis (Hot Rhythm & Blues)         | 1                  |
| France (IFOP)                           | 37                 |
| Pays-Bas (Single Top 100)               | 11                 |
| Royaume-Uni (UK Singles Chart)          | 37                 |

Certification
| Pays              | Certification | Unités certifiées |
| ----------------- | ------------- | ----------------- |
| États-Unis (RIAA) | Or            | 1 000 000         |

## Au cinéma, musique de film
- 1991 : Les Commitments, d'Alan Parker.
- 1993 : L'Affaire Pélican, d'Alan J. Pakula, avec Julia Roberts.
- 1996 : Michael, de Nora Ephron, dansée par John Travolta.
- 2021 : Respect, de Liesl Tommy (en) (film biographique d'Aretha Franklin).